# Огюст Конт
Изидор Мари Огюст Франсоа Ксавие Конт (на френски: Isidore Marie Auguste François Xavier Comte) е френски философ, основоположник на позитивизма и научната социология.
Конт развива теорията за триетапното развитие на човешката история от мита през метафизиката до науката, използва всевъзможни медии за разпространението на своите идеи, намира последователи по целия свят и завършва живота си не като учен, а като мистик.

## Биография
Роден е на 19 януари 1798 година в Монпелие, Франция. Проявява се като надарен ученик. Учи и следва в Монпелие и Париж (в прочутия École Polytechnique).
В продължение на няколко години е частен ученик и приятел на граф Анри дьо Сен-Симон. Напуска работата си като секретар на Сен-Симон през 1824 г. поради непреодолими философски и други противоречия.
Личният му живот е белязан от превратности. Конт не успява да реализира мечата си за университетска кариера. Бракът му също излиза неуспешен и постепенно се изолира и се отдава изцяло на научна дейност, разчитайки на помощта на приятели и покровители. През 1826 г. е приет в психиатрична болница, от която е изписан като „не-излекуван“.
След една нова нещастна (и за негово съжаление платоническа) любов, той се изживява като създател на една нова, „позитивна религия“. Последните години от живота му са белязани от нарастващо умопомрачение.
Умира на 5 септември 1857 година в Париж на 59-годишна възраст.

## Общ еволюционен закон – „закон за трите стадия“
В програмната си книга „Духът на позитивната философия“ (1844) Конт представя човечеството като растящ организъм, преминаващ в своето развитие през три стадия: детство, юношество и възрастен.
- Теологичен стадий – хората използват понятието за бог като обяснителна хипотеза. Те упорито се опитват да постигнат абсолютното знание, а първопричините за явленията обличат в човешки образи. Самият теологичен стадий се дели на три степени.
  - Фетишизмът е предизвикан от това, че фантазията на човека все още е твърде слаба, за да излезе извън пределите на явленията, затова човек се прекланя на фетиши – предмети, на които са дават човешки черти.
  - Политеизъм – хората започват да обличат първопричините за явленията в човешки образи и да измислят богове.
  - Монотеизмът се характеризира с това, че първопричините се структурират, измежду тях се отделят главни и второстепенни, докато най-накрая не се открива главната първопричина – Единният Бог. Именно тази степен получава името монотеизъм.
- Метафизичен стадий – хората все така се стремят да познаят началото и предназначението на нещата, но мястото на боговете се заема от абстрактни същности. Мястото на Единния Бог заема природата, която Конт определя като „смътен еквивалент на универсалната връзка“. Именно в езика на позитивистите метафизиката придобива негативен оттенък, доколкото същността и прословутата природа на нещата се оказват плод на безпочвена фантазия, макар и да са изразени в строга логична форма.
- Позитивен стадий – тук единствена форма на знание става научното знание. Човечеството става достатъчно „възрастно“, за да признае мъжествено относителността (релативността) на своето познание. В този аспект позитивизмът преодолява характерния за Научната Революция от епохата на барока оптимизъм. Втора важна черта на научното знание е емпиризмът – въображението строго се подчинява на наблюдението. Тук Конт повтаря идеята на Френсис Бейкън за това, че фундамент на знанието трябва да стане провереният опит. Учените трябва да търсят не същността на явленията, а тяхното отношение, изразено с помощта на закони – постоянни отношения, съществуващи между фактите. Още една черта на научното знание е прагматизмът. Учените престават да са ерудити и енциклопедисти. С една дума, знанието става позитивно: полезно, точно, достоверно и утвърдително.

## За него

### Биографии
- Paul Arbousse-Bastide, Auguste Comte, coll. „Philosophes“, PUF, 1968
- Bruno Gentil, Auguste Comte, l'enfant terrible de l'Ecole polytechnique, Cyrano, 2012
- Henri Gouhier, La vie d'Auguste Comte, Vrin, 1995 [Ed. originale: Gallimard, 1931]
- Henri Gouhier, La jeunesse d'Auguste Comte et la formation du positivisme, Paris: Vrin, 3 vol., 1932-1941
  - Tome 1: Sous le signe de la liberté, 1933
  - Tome 2: Saint-Simon jusqu'à la restauration, 1934
  - Tome 3: Auguste Comte et Saint-Simon, 1941
- Annie Petit (ред.), Auguste Comte. Trajectoires positivistes (1798-1998), L'Harmattan, 2003
- Mary Pickering, Auguste Comte: An Intellectual Biography, Cambridge University Press, 3 vol., 1993-2009
- André Sernin, Auguste Comte prophète du XIXe siècle, sa vie, son œuvre, son actualité, Albatros, 1993